# Sacco di Roma

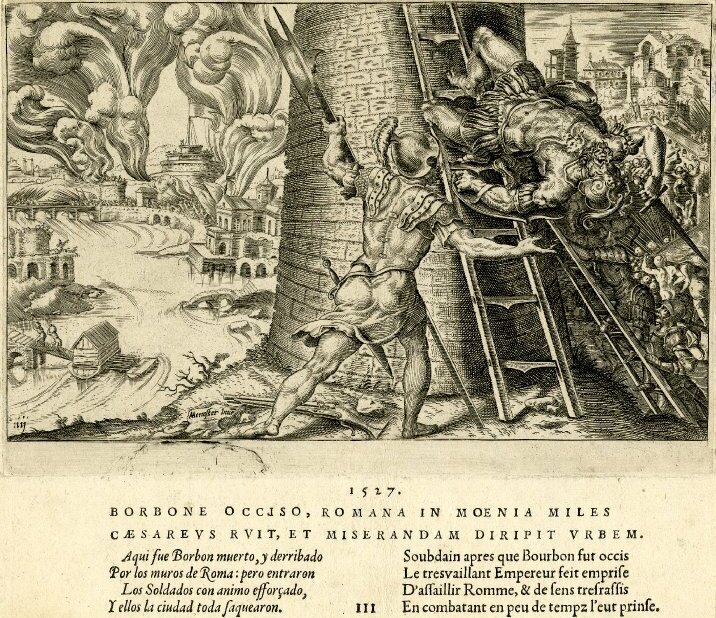
Złupienie Rzymu. 6 maja 1527. Maarten van Heemskerck

Sacco di Roma (wł. Złupienie Rzymu) – zdobycie i złupienie Rzymu w dniach 6–14 maja 1527 przez niemiecko-hiszpańskie wojska Karola V podczas wojny z Francją, papieżem Klemensem VII oraz miastami włoskimi (wojna Ligi z Cognac). Barbarzyńskie zniszczenie miasta położyło kres epoce odrodzenia w Rzymie. Miasto musiało zostać odbudowane, jednak brak środków w wyniszczonym wojnami kraju nie pozwalał na to, by odrestaurować je z rozmachem.
Ku pamięci bohaterskiej obrony bazyliki św. Piotra, gdzie poległa większość jej obrońców, 6 maja zaprzysięgani są nowi członkowie gwardii papieskiej.

## Szczegóły
Porankiem 6 maja 1527 ruszyła seria ataków na Rzym z rejonu klasztoru św. Onufrego na wzgórzu Janikulum (wł. Gianicolo) na Zatybrzu pod ogólnym dowództwem księcia Karola Burbona. Podczas jednego z wypadów Karol Burbon został śmiertelnie ranny w pobliżu bramy Torrione. Po chwili wahania jednakże hiszpańscy najemnicy (6 tys.) przedarli się przez bramę Torrione, podczas gdy landsknechci Georga von Frundsberga (14 tys.) nacierali wzdłuż drogi Borgo Santo Spirito w kierunku bazyliki św. Piotra. Gwardia Szwajcarska w liczbie 189 gwardzistów pod dowództwem kapitana Kaspara Röista (i resztki rzymskiego garnizonu) stawiła im zacięty opór. Szwajcarzy walczyli bohatersko, ale ostatecznie ogromna przewaga liczebna nacierających doprowadziła do niemal całkowitej zagłady oddziału. Przeżyło tylko szesnastu, którzy bezpośrednio otoczyli papieża i zdołali wyprowadzić go przez Passetto di Borgo – tajne przejście łączące Watykan z Zamkiem Świętego Anioła. Po wkroczeniu do bazyliki wymordowano ok. 200 pozostających jeszcze przy życiu uciekinierów i żołnierzy – część masakry odbyła się na schodach prowadzących do głównego ołtarza bazyliki.
Po brutalnej egzekucji ok. 1000 obrońców papieskiej stolicy i świątyń rozpoczęło się intensywne rabowanie i plądrowanie miasta trwające 8 dni. Kościoły, klasztory, pałace były pierwszym celem. Ale w poszukiwaniu wartościowych przedmiotów grabiono nawet grobowce (m.in. papieża Juliusza II). W tym czasie zaginął złoty krzyż Konstantyna, który od tysiąca dwustu lat przebywał w bazylice świętego Piotra. Biblioteka Watykańska ocalała tylko dlatego, że stała się kwaterą główną księcia Filiberta Orańskiego, który po śmierci Bourbona został nominalnym dowódcą zbuntowanej armii.
Zginęło ok. 12 tys. mieszkańców miasta. Gwałtowność i okrucieństwo działań można częściowo wytłumaczyć zapałem protestanckich – głównie niemieckich – landsknechtów Frundsberga, aby zniszczyć centrum duchowe Kościoła katolickiego. Naprzeciw twierdzy, gdzie schronił się papież urządzano parodie procesji katolickich, podczas których żołnierze krzyczeli „Vivat Lutherus pontifex!”. Imię Lutra zostało wyryte mieczem na słynnym fresku Rafaela Dysputa o Najświętszym Sakramencie, a w innych miejscach wyryto teksty wychwalające cesarza Karola V. W zwięzły i dosadny sposób opisał te wydarzenia przeor klasztoru św. Augustyna: „Mali fuere Germani, pejores Itali, Hispani vero pessimi” (Niemcy byli źli, Włosi jeszcze gorsi, a Hiszpanie najgorsi).

## Konsekwencje
Populacja Rzymu spadła z 55 tys. do ok. 10 tys. Wielu żołnierzy armii cesarskiej zmarło w następnych miesiącach (okupacja miasta trwała aż do lutego 1528) na skutek chorób spowodowanych przez dużą liczbę niepogrzebanych ciał. Rabowanie wygasło dopiero po ośmiu miesiącach, gdy skończyła się żywność i nic wartościowego nie było już do wzięcia, a w mieście pojawiły się oznaki zarazy. Niezliczone skarby sztuki zostały stracone na zawsze.
5 czerwca, Klemens musiał się poddać i zaakceptować ciężkie warunki. Oddanie twierdz Ostia, Civitavecchia i Civita Castellana; zrzeczenie się praw do miast Modena, Parma i Piacenza na rzecz cesarza; 400 tys. dukatów kontrybucji oraz okup za uwolnienie uwięzionych; papieski garnizon został zastąpiony czterema kompaniami Niemców i Hiszpanów, a także oddziałem 200 landsknechtów.